# 화음
화음(和音) 또는 코드(chord)란 높이가 다른 2개 이상의 음이 동시에 울렸을 때의 합성음을 말한다.

## 의미
영어 단어 "chord"는 중세 영어 단어 "cord"에서 유래되었으며, 원래 "agreement" (일치, 동의)를 의미했고, 후에 "어울리는 소리"(harmonious sound)를 의미하게 된, "accord"를 줄인 표현이다.
코드들로 이루어진 하나의 시퀀스는 코드의 진행, 또는 화성의 진행이라고 한다. 이러한 진행은 서양 음악에서 자주 쓰인다.
하나의 코드의 진행은 음높이, 근음, 또는 토닉 코드에 기초한 조성(tonality)을 만드는 것을 목표로 한다. 화성에 대한 연구는 코드와 코드의 진행, 그리고 이를 지배하는 연결 법칙을 다룬다.

## 표기법

보표 표기법으로 표현된 다 장조 삼화음.

코드는 다양한 방법으로 표현될 수 있다. 가장 일반적인 표기법은 다음과 같다:
1. 보표 표기법. 클래식 음악에서 쓰인다(그림 참조).
2. 로마 숫자를 이용한 표기법. 주로 화성 분석에서 코드의 기반이 되는 음계를 표현하기 위해 쓰인다.[4]
3. 통주 저음(숫자가 붙은 저음) 표기. 바로크 시대에 주로 쓰였으며, 보표의 베이스 라인 아래에 덧붙이는 숫자를 사용한다. 건반 연주자가 왼손으로 베이스를 연주하는 동안 오른손으로 즉흥 코드 연주를 할 수 있게 한다.
4. 매크로 심볼. 코드의 근음과 퀄리티를 표기하기 위해 현대 음악학에서 가끔 쓰인다.
5. 다양한 코드의 이름과 기호를 이용한 표기법. 대중 음악의 리드 시트, 대중 가요 악보집, 코드표에서, 악보의 화성적인 정보를 빠르게 전달하여, 음악가들이 이를 기반으로 즉흥 연주나 잼, 뱀프를 할 수 있게 한다.

## 화음의 종류
화음은 음을 겹치는 방법에 따라 자유롭게 만들 수 있으나, 유럽의 음악사상(音樂史上) 조직적으로 써온 것은 음을 3도로 겹친 '3도화음'이다. 이것은 보통 3개의 음을 3도로 겹친 것을 기초로 하여 기능화성법에서 쓰는 화음의 바탕이 되었다. 그리고 이와 같은 3개의 다른 음으로 된 3도화음을 '3화음'이라고 하며, 그 위에 다시 3도음을 더한 4개의 음으로 이루어지는 화음을 '4화음' 또는 '7화음'이라 한다.
3화음은 3도를 겹치는 방법에 따라 4종의 화음이 된다. 즉, 밑에서부터 장3도－단3도와 겹친 '장3화음', 마찬가지로 단3도－장3도와 겹친 '단3화음', 장3도－장3도를 겹친 '증3화음', 단3도－단3도를 겹친 '감3화음'이다.
4화음 또는 7화음은 꾸미는 종류가 다양하기 때문에 가장 많이 쓰이는 것만을 고유한 명칭으로 부르는 경우가 많다.  '장7화음'(장3화음 위에 장3도음을 더한 것), '딸림7화음'(장3화음 위에 단3도음), '단7화음'(단3화음 위에 단3도음), '감7화음'(감3화음 위에 단3도음), '반감7화음'(감3화음 위에 장3도음) 등이 있다.
또 이상의 화음은 장3화음과 단3화음을 어울림화음(協和和音), 그 밖의 화음을 모두 안어울림화음(不協和和音)으로 크게 나누어 부르기도 한다.
3도화음을 구성하는 각 음은 그 바탕이 되는 음을 밑음(根音)이라 부르고, 그 음으로부터 위로 차례차례 제3음, 제5음, 제7음이라 부른다. 4화음이 7화음으로 불리는 것은 이런 까닭에서이다.
3도화음 외에 같은 음정을 겹치는 화음으로 '4도화음'이 있다. 이것은 4도음정을 겹친 것으로, 20세기 초 무렵에 드뷔시나 쇤베르크에 의하여 기능화성의 틀에서 벗어나 새로운 화음의 색채감을 얻기 위해 때때로 시도되었다.
이 밖에 4도화음의 변종(變種)으로 스크랴빈의 신비화음이 있다. 스크랴빈은 교향곡 제5번 <프로메테우스(Prometheus) - 불의 시(詩)>(작품 60, 1910)의 화음 전부를 이 신비화음만으로 하려고 시도했다. 하지만 이것은 본래 악곡 구성의 한 요소인 화음이 악곡 전체에까지 부연(敷衍)된 한 예이다.
3도 또는 4도의 구성으로 하지 않고 자유로운 음정 구성에 의하는 화음은 20세기 이후의 음악에 많이 쓰이고 있으나, 아직 체계적인 연구가 없이 특별한 이름도 없다.

### 3화음
3화음은 세 음으로 구성되는 테르티안 코드(tertian chord)이다. 네 개의 기본적인 3화음을 아래에 나타내었다.

3화음의 피치 컨스텔레이션(Pitch constellation)

|         | 근음에서의 거리 | 근음에서의 거리 | 코드 기호 (근음 : C) | 구성음 (근음 : C) | 오디오             |
| 3음     | 5음             |                 | 코드 기호 (근음 : C) | 구성음 (근음 : C) | 오디오             |
| ------- | --------------- | --------------- | -------------------- | ----------------- | ------------------ |
| 장3화음 | 장3도           | 완전            | C, CM, CΔ, Cma, Cmaj | C-E-G             | play (도움말·정보) |
| 단3화음 | 단3도           | 완전            | Cm, C-, Cmi, Cmin    | C-E♭-G            | play (도움말·정보) |
| 증3화음 | 장3도           | 증5도           | C+, C+, Caug         | C-E-G♯            | play (도움말·정보) |
| 감3화음 | 단3도           | 감5도           | Cº, Cm(♭5), Cdim     | C-E♭-G♭           | play (도움말·정보) |

#### 주요 3화음·버금 3화음
기능화성의 기초가 되는 화음은 장음계, 단음계 위에서 만들어지는 3도의 퇴적(堆積)으로 된 3화음이며, 이 3화음은 편의상 각각 음도(音度)가 붙어 있다.  이것은 각각 Ⅰ도, Ⅱ도, Ⅲ도, …와 같이 불린다.
주요 3화음(主要三和音)이란 이 중에서 Ⅰ도, Ⅳ도, Ⅴ도를 의미하며, 버금 3화음(부삼화음:副三和音)이란 그 밖의 화음 Ⅱ, Ⅲ, Ⅵ, Ⅶ도이다(이하 도를 생략하고 Ⅰ, Ⅱ, Ⅲ, …으로 한다).
특히 주요 3화음에 대해선 Ⅰ을 으뜸화음, Ⅳ를 버금딸림화음, Ⅴ를 딸림화음이라고 한다. 으뜸화음은 중심이 되는 화음으로서, 한 조(調) 속에서 정지감·안정감을 가장 강하게 갖고 있다. 딸림화음은 으뜸화음으로 가려고 하는 강한 지향성을 갖는 화음이다. 음계 중에서 으뜸음으로 가려 하는 힘을 가장 강하게 갖는 것은 이끎음(導音)이며, 또 자연배음렬(自然倍音列)에선 으뜸음과 완전5도, 4도의 음정이 매우 근친관계가 깊다. 딸림화음은 이 양쪽을 겸비하고 있으므로 가장 강하게 으뜸화음으로 가려고 하는 힘을 가지고 있다. 버금딸림화음은 이 가운데서 완전5도, 4도의 관계를 가지고 있을 뿐 딸림화음에 비하여 으뜸화음을 지향하는 힘은 약하나 으뜸화음과 딸림화음의 기능을 보조하는 작용을 가진다. 따라서 이 3개의 화음은 기능화성에서 가장 기본적인 화음이며, 그 기능은 T(으뜸화음), D(딸림화음), S(버금딸림화음)로 표시되는 것이 통례로 되어 있다. 버금3화음은 이 주요 3화음의 대리로서의 기능을 가진다. 즉 T를 Ⅵ, S를 Ⅱ, D를 Ⅶ이 대리하고, Ⅲ은 장조일 때는 놓인 위치에 따라 T 또는 D를 대리로 하고, 단조일 때는 전적으로 D를 대리한다.

### 7화음
7화음(七和音)이란 3화음에 다시 밑음(根音)에서 7도음정이 되는 1음을 더하여 4화음으로 한 화음의 총칭이다. 장3화음과 단3화음이 어울림화음인 데 대하여, 이 밖의 화음은 모두 안어울림화음이다(화음 항목 참조). 따라서 7화음은 모두 안어울림화음인데, 이 화음은 울림이 생경(生硬)하고 불안정하기 때문에 울림을 안정된 화음(어울림화음)으로 진행시킴으로써 비로소 충족감을 얻게 된다. 이와 같이 불안정한 울림은 어떠한 종류의 긴장감을 자아내며, 안정된 울림으로 진행함으로써 이 긴장감이 풀리므로 안어울림을 어울림으로 진행시키는 것을 안어울림음의 해결(긴장의 이완)이라 한다. 7화음의 해결은 보통 제7음을 2도 낮추어 한다. 이 가운데서 가장 중요한 화음은 딸림화음에 제7음을 더한 화음으로 '딸림7화음'이라 불린다.

#### 딸림7화음
딸림화음(속화음:屬和音)은 으뜸화음으로 진행하려는 긴장력을 가장 강하게 가지고 있는 화음이다. 딸림7화음(속칠화음,屬七和音: Ⅴ7)은 이러한 딸림화음의 성질에 다시 제7음을 더하여 강화한 것이라고 할 수 있다. .

#### 감7화음
감7화음(減七和音:Ⅶ07)은  밑음과 제7음이 감7도가 되므로 이렇게 부른다.  이 화음은 엔하모닉하여 바꾸어 읽기가 매우 쉬워서 여러 가지 조의 Ⅶ07로 해석이 되므로, 많은 작곡가에 의해서 조성을 애매하게 한다든가 조바꿈(전조:轉調)한다든가 할 때 많이 쓰이고 있다.  감7화음은 이와 같은 성질로, 특히 낭만파의 작품 속에서 크게 활용되었다.

#### 버금7화음
도미난테의 기능을 갖는 화음 이외의 7음을 총칭하여 버금7화음(부칠화음:副七和音)이라 부른다. 버금7화음 가운데 가장 많이 쓰이는 화음은 Ⅱm7 및 ⅣM7의 화음으로서, 특히 Ⅱm7은 Ⅱ와 같은 정도로 쓰이고 있다. 제7음은 2도 낮추어 해결하는 것이 보통이지만, 장조의 ⅣM7의 제7음은 때때로 반음 올려서 해결하는 수가 있다. 그 밖의 화음은 안어울림의 정도가 높아 잘 쓰이지 않는다.

### 변화화음
어떤 조의 화음이 그 조의 바탕이 되는 음계의 고유(固有)한 음이 아닌 음을 가지고 있을 때, 이 화음을 그 조의 변화화음(變化和音)이라 한다. 예를 들면 다장조의 화성에 '라－올림바－가'의 화음이 있으면 이것은 사장조에서는 Ⅴ이나, 다장조의 음계에는 올림바의 음이 없으므로 이 화음은 다장조에서는 변화화음으로 된다. 변화화음의 가장 일반적인 것은 장조에 같은 으뜸단조의 Ⅳ나 Ⅱ를 쓰는 경우이다. 이것은 보통 화성장조(Molldur)의 화음이라 하며, 이와 같은 Ⅳ, Ⅱ를 준고유화음(準固有和音)이라고 하는 경우도 있다. 변화화음의 본질은 화음 내의 음의 반음계적 변화(임시표를 붙여 그 음을 반음 높게, 또는 낮게 하는 일)에 의해서 다음 화음과 보다 효과적으로 직결하는 데 있다. 이끎음(導音)이 으뜸음에 가장 강한 긴장력(緊張力)을 가지고 진행하는 것은 그 반음계적 진행에 유래하듯이 다른 음도 반음계적 변화를 가하면 다음 음에 이끎음과 같은 성질을 가지고 진행한다. 예를 들면 바음에서 사음으로 진행하는 경우, 바음을 올림바음으로 하면 사음으로 한층 더 진행하기 쉽게 된다. 변화화음은 이 원리를 응용한 것이라 하겠다. 따라서 보표예 14의 Ⅳ, Ⅱ7의 내림가음은 Ⅴ7의 사음으로 하행하는 이끎음과 같은 작용으로 진행한다.
변화화음의 대표적인 것에는 이 밖에 '#나폴리의 6화음', '#부속화음(副屬和音)', '#증6화음' 등이 있다. 이 변화화음은 한 조 안에서 그 조에 속하지 않는 다른 조의 음도 자유롭게 구사할 수 있게 하였기 때문에 참으로 다채로운 울림을 내는 결과가 되었다.
위의 변화화음은 특별히 이름이 붙는 대표적인 것이나, 본래 이 화음은 화음 중의 한 음을 반음계적으로 변화시킴으로써 자유롭게 만들 수 있으므로 실제의 용법은 극히 많다. 또 변화화음인지 화음밖의음의 반음계적 변화인지의 판단이 어려울 때도 있다. 이와 같은 변화화음을 많이 쓰면 원래 그 조의 고유음(固有音) 아닌 음을 쓰기 때문에 조성감(調性感)이 약해지는 경향을 띤다. 후기 낭만파로부터 20세기 초에 걸쳐 조성이 붕괴해간 과정은 이 끊임없는 변화화음의 사용과 빈번한 조바꿈으로 촉진되었다. 거기서는 화성의 기능성보다도 음향의 색채성이 더 중요시되었다.

#### 나폴리 6화음
나폴리 6화음(chord of the neapolitan sixth)은 본래 단조의 Ⅱ의 밑음을 반음 낮춘 것이나, S기능의 화음으로서 장조에도 쓰인다. 나폴리 6화음이라는 명칭은 이 화음이 A. 스카를라티 등의 나폴리 악파에게 특히 많이 쓰였기 때문이며, 보통 6화음의 형태로 쓰인 데서 연유한다.

#### 부속화음
일반적으로 부속화음(副屬和音)이라 하는 화음은 어떤 조의 으뜸화음 외의 화음 Ⅱ, Ⅳ, Ⅴ 등을 으뜸화음으로 하는 조의 딸림화음이다. 예를 들면 다장조의 Ⅴ(사－나－라)를 으뜸화음으로 하는 조는 사장조이므로 다장조의 Ⅴ의 부속화음은 사장조의 Ⅴ(라－올림바－가)의 화음과 같은 형태가 된다. 이 화음은  각 화음 사이에 자유롭게 삽입할 수 있으나, 이 경우 전체적으로는 다장조임에도 불구하고 Ⅵ은 가단조로, Ⅳ는 바장조로 일시적으로 조바꿈한 것같이 울린다. 이것은 딸림7화음의 으뜸화음을 명시하는 힘과 마찬가지로 부속화음이 놓인 화음이 으뜸화음적인 의미를 가져오기 때문이다. 이러한 부속화음 중에 Ⅴ로 진행하는 것만은 특히 도펠도미난테(Doppeldominante)라 한다.

#### 증6화음
'증6화음(增六和音)이란 S기능의 화음의 각 음에 반음계적 변화를 더한 것으로, 그 화음 속에 증6도 음정을 가지기 때문에 이렇게 부른다 (보표예 17). 대표적으로 이탈리아 6화음, 프랑스 6화음, 독일 6화음 등이 있다.

## 화음의 자리바꿈꼴
화음은 그 실제 사용에서 항상 밑음이 최저(最低音)일 수는 없으며, 밑음 이외의 제3음, 제5음, 제7음 등이 최저음이 되기도 한다. 이와 같이 밑음 이외의 음이 최저음으로 되어 있는 화음을 자리바꿈(轉回)된 화음이라 하며, 어느 음이 최저음으로 되었는가로 그 형태, 즉 자리바꿈꼴(轉回形)이 정해진다. 밑음이 최저음으로 되어 있는 화음을 기본형이라고 한다. #3화음의 자리바꿈꼴은 제3음이 최저음으로 돼 있는 것을 '#6화음'이라 하고, 제5음이 최저음으로 돼 있는 것을 '4·6화음'이라 한다. 이와 같은 자리바꿈꼴의 명칭은 그 최저음이 되는 음과 밑음과의 음정에서 유래하였다. #7화음(4화음)의 자리바꿈꼴은 제3자가 최저음으로 되어 있는 것을 '5·6화음', 제5음이 최저음으로 되어 있는 것을 '3·4화음'이라 한다. 7의 화음에서는 다시 제7음이 최저음이 되는 경우가 있고, 이것을 '2화음'이라 한다. 화음은 이와 같이 자리바꿈하여도 기능은 변하지 않는다. 따라서 자리바꿈꼴에도 마침꼴의 규칙이 적용된다. 그러나 화음은 자리바꿈으로 그 색채감이 변화하기 때문에 음악작품 속에서는 자리바꿈꼴이 다양하게 쓰인다. 

## 화음 밖의 음
실제의 음악작품 속에서는 멜로디가 화성진행에서 쓰는 화음의 음만으로 구성되는 예는 적다.  화음에 포함되지 않는 음을 총칭하여 화음 밖의 음(비화성음:非和聲音)이라 한다.
화음 밖의 음은 멜로디의 진행을 원활하게 하는 데 없어서는 안 되는 것으로, 실제 작품 속에서 화음 밖의 음이 없는 음악은 한 곡도 없다고 하여도 과언이 아니다.
화음 밖의 음은 그 용법에 따라 6종으로 분류되지만 대표적인 것 4종만 들겠다. 이것들은 가락을 원활하게 하는 데 없어서는 안 되는 방법이다.

### 계류음
계류음(掛留音)은 앞의 화음 중에서 한 음이 연장되어 다음의 화음 밖의 음으로 되는 것을 말한다. 이때 앞의 화음이 가지고 있는 음으로서 연장되어 다음 화음의 화음밖의음이 되는 음을 걸림음의 예비(豫備)라고 한다. 

### 바꿔지남음
바꿔지남음(轉過音, 倚音)은 '예비가 없는 걸림음'이라고 할 만한 것이다.

### 보조음
보조음(補助音)은 2개의 화성음간에 2도음으로 인접하는 화음 밖의 음을 말한다. 이것은 1개의 경우와 복수개(複數個)의 경우가 있다. 

### 경과음
경과음(經過音)이란 2개의 화성음 사이를 순차적으로 진행하면서 지나는 화음밖의음이다.

### 지속음
지속음(持續音·保續音)은 멜로디 진행상 화음 밖의 음은 아니지만 화음 밖의 음의 일종이다. 이것은 화음 상호간의 화음 밖의 음이라고 할 수 있는 것으로 베이스에 으뜸음 또는 딸림음이 그 위의 화성진행과는 독립하여 길게 연장되는 것이다. 이때 베이스에 연장되어 높이는 음을 지속음(持續音)이라고 하며, 이 음의 처음과 끝에는 이 음을 밑음으로 한 화음, 즉 으뜸화음 또는 딸림화음이 놓인다. 이 수법은 주로 곡의 마침부에 쓰인다. 베이스는 화음의 기능을 지속하는 힘이 가장 강하므로, 베이스에 밑음을 지속하여 기능적 안정을 도모하며 그 위에서 다채로운 화성진행을 함으로써 같은 기능의 색채적 변화를 다하고 곡의 끝을 장식한다.